# محمدرضا احمدی
محمدرضا احمدی (زادهٔ ۵ دی ۱۳۶۱) گزارشگر فوتبال و مجری تلویزیونی اهل ایران است. او اجرای برنامهٔ پخش مسابقات فوتبال برتر از شبکه سه را بر عهده دارد. وی دارای مدرک کارشناسی حسابداری است و اکنون در رشتهٔ مدیریت ورزشی تحصیل می‌کند. احمدی در ۱۳۷۸ برای گزارشگری در تلویزیون تست داد که به دلیل سن پایینش رد شد؛ پس از آن در  ۱۳۸۲ وارد رادیو شد و به گزارشگری پرداخت. وی با گزارش‌های متعدد در جام جهانی فوتبال ۲۰۱۰ جایگاه خود را به عنوان گزارشگر فوتبال تثبیت کرد. احمدی با گزارش بازی‌های مهم جام جهانی ۲۰۱۴ از جمله بازی برزیل و آلمان که بازی تاریخی بود و ایران - نیجریه و همچنین در جام جهانی قطر گزارشگر بازی ایران و انگلیس بود که شکست سنگین ایران (شش بر دو) در این بازی رقم خورد. بیشترین گزارش را در شبکه سه در این تورنمنت انجام داد. او پس از آن مجری برنامه‌های آقای گزارشگر و به اضافه فوتبال بود.
وی از سال ۱۳۹۳ مجری مراسم‌های سازمان لیگ فوتبال ایران (قرعه‌کشی لیگ برتر و مراسم انتخاب بهترین‌ها) بوده‌است.
در تابستان ۱۳۹۵ همراه با رضا جاودانی و با تهیه‌کنندگی حسین ذکایی اجرای برنامه جام پانزدهم، ویژه برنامه جام ملت‌های اروپا را برعهده داشت. محمدرضا در تابستان ۱۳۹۷ همراه با عادل فردوسی‌پور اجرای ویژه برنامه جام جهانی ۲۰۱۸ روسیه را برعهده داشت. او علاوه بر اجرا، گزارش بازی‌های مهم این جام را نیز عهده‌دار بود. محمدرضا احمدی به عنوان مجری و گزارشگر شبکه ۳ سیما در مسابقات آسیایی اینچئون کره جنوبی و المپیک ۲۰۱۶ ریوی برزیل حضور داشت و گزارش‌هایی از محل بازی‌ها تهیه و ارسال کرد. احمدی سابقه همکاری با روزنامه‌ها و بازی در تیم برق تهران را نیز دارد. او همچنین به عنوان خبرنگار برنامه آسیا ۲۰۱۹ به امارات اعزام شد و گزارش‌ها و اتفاقات جام ملت‌های آسیا را تهیه می‌کرد و همه بازی‌های تیم ملی را نیز گزارش کرد. محمدرضا احمدی در سال ۱۳۹۹ در جشنواره فیلم‌ها و برنامه‌های ورزشی با رای مردم عنوان بهترین گزارشگر تلویزیون را به خود اختصاص داد. احمدی در تابستان ۱۴۰۰ همراه با محمدحسین میثاقی اجرای برنامه یورو ۲۰۲۰، ویژه برنامه جام ملت‌های اروپا ۲۰۲۰ را برعهده داشت. او در سال ۱۴۰۱ نیز در کنار میثاقی مجری برنامهٔ جام ۲۰۲۲ بود.

## حواشی
محمدرضا احمدی که به همراه خانواده در تعطیلات نوروزی سال ۱۴۰۳ در کانادا بوده، هنگام برگشت در فرودگاه ونکوور توسط برخی ایرانی‌های کانادا تعقیب شده است. یکی از این اشخاص از او می‌پرسد که چرا برای همسرش ویزا ی کار کانادا گرفته و آیا قصد بازگشت به کانادا برای اقامت را دارد؟ محمدرضا احمدی سعی کرد محترمانه این اشخاص را رد کند اما در نهایت ماجرا به درگیری ختم شد.

## آثار

### برنامه‌های تلویزیونی
| سال              | نام برنامه       | سمت           | شبکه    |
| ---------------- | ---------------- | ------------- | ------- |
| ۱۳۸۹             | یک جهان یک جام   | مجری          | شبکه سه |
| ۱۳۸۹–۱۳۹۹        | گزارش ورزشی      | مجری          | شبکه سه |
| ۱۳۹۱             | جام چهاردهم      | مجری          | شبکه سه |
| ۱۳۹۱             | المپیک ۲۰۱۲      | مجری          | شبکه سه |
| ۱۳۹۳، ۱۳۹۷       | آسیا ۳           | مجری          | شبکه سه |
| ۱۳۹۳، ۱۳۹۴، ۱۳۹۶ | آقای گزارشگر     | مجری          | شبکه سه |
| ۱۳۹۳             | به‌اضافه فوتبال   | مجری          | شبکه سه |
| ۱۳۹۵             | جام پانزدهم      | مجری          | شبکه سه |
| ۱۳۹۵             | المپیک ۲۰۱۶      | مجری، گزارشگر | شبکه سه |
| ۱۳۹۷             | بیست‌هجده         | مجری          | شبکه سه |
| ۱۳۹۷             | آسیا ۲۰۱۹        | گزارشگر       | شبکه سه |
| ۱۳۹۸–۱۳۹۹        | رکورد            | مجری          | شبکه سه |
| ۱۳۹۸             | ستاره‌ساز         | مجری          | شبکه سه |
| ۱۳۹۹             | مثبت گزارش ورزشی | مجری          | شبکه سه |
| ۱۳۹۹–            | فوتبال برتر      | مجری          | شبکه سه |
| ۱۴۰۰             | یورو ۲۰۲۰        | مجری          | شبکه سه |
| ۱۴۰۱             | جام ۲۰۲۲         | مجری          | شبکه سه |

## جوایز و نامزدها
| سال  | جوایز                                           | دسته‌بندی                      | کار                                    | نتیجه |
| ---- | ----------------------------------------------- | ----------------------------- | -------------------------------------- | ----- |
| ۱۳۹۹ | دوازدهمین جشنواره بین‌المللی فیلم‌های ورزشی ایران | بهترین گزارشگر ورزشی تلویزیون | سازمان صدا و سیمای جمهوری اسلامی ایران | برنده |
| ۱۳۸۹ | جوایز رسانه‌ای                                   | پدیده جوان تلویزیون           | شبکه سه                                | برنده |
| ۱۳۸۶ | جشنواره رادیو                                   | کارشناس مجری برتر             | رادیو جوان                             | برنده |